# أفق كوشي
في الفيزياء ، أفق كوشي هو حد شبيه بالضوء لمجال صحة مشكلة كوشي (مشكلة قيمة حدية معينة لنظرية المعادلات التفاضلية الجزئية). يحتوي أحد جانبي الأفق على جيوديسية مغلقة تشبه الفضاء بينما يحتوي الجانب الآخر على جيوديسية مغلقة شبيهة بالوقت. تم تسمية هذا المفهوم باسم Augustin-Louis Cauchy.
في ظل متوسط حالة الطاقة الضعيفة (AWEC) ، تكون آفاق كوشي غير مستقرة بطبيعتها. ومع ذلك ، فإن حالات انتهاك AWEC ، مثل تأثير Casimir الناجم عن ظروف الحدود الدورية ، موجودة بالفعل ، وبما أن منطقة الزمكان داخل أفق كوشي قد أغلقت منحنيات زمنية ، فإنها تخضع لشروط الحدود الدورية. إذا كان الزمكان داخل أفق كوشي ينتهك AWEC ، فسيصبح الأفق مستقرًا وسيتم إلغاء تأثيرات تعزيز التردد بسبب ميل الزمكان للعمل كعدسة متباعدة. إذا تم إظهار هذا التخمين صحيحًا تجريبيًا ، فسيوفر مثالًا مضادًا لتخمين الرقابة الكونية القوية.
في عام 2018 ، تبين أن الزمكان خلف أفق كوشي لثقب أسود دوار مشحون موجود ، لكنه ليس سلسًا ، لذا فإن تخمين الرقابة الكونية القوية خاطئ.
أبسط مثال على ذلك هو الأفق الداخلي لثقب أسود من Reissner-Nordström.

## روابط خارجيه
- On Crossing the Cauchy Horizon